# Митьковщина (Белыничский район)
Митьковщина — деревня в составе Вишовского сельсовета Белыничского района Могилёвской области Белоруссии.

## Географическое положение
Ближайшие населённые пункты: Голубовка, Вишов, Залубнище.